# Municipio de Pine (Arkansas)
El municipio de Pine (en inglés: Pine Township) es un municipio ubicado en el condado de Cleburne en el estado estadounidense de Arkansas. En el año 2010 tenía una población de 262 habitantes y una densidad poblacional de 12,77 personas por km².

## Geografía
El municipio de Pine se encuentra ubicado en las coordenadas 35°28′34″N 91°52′22″O / 35.47611, -91.87278. Según la Oficina del Censo de los Estados Unidos, el municipio tiene una superficie total de 20.51 km², de la cual 20,51 km² corresponden a tierra firme y (0 %) 0 km² es agua.

## Demografía
Según el censo de 2010, había 262 personas residiendo en el municipio de Pine. La densidad de población era de 12,77 hab./km². De los 262 habitantes, el municipio de Pine estaba compuesto por el 97,71 % blancos, el 1,15 % eran de otras razas y el 1,15 % eran de una mezcla de razas. Del total de la población el 1,53 % eran hispanos o latinos de cualquier raza.